# ابن بدران
الْإِمَامُ الشَّيْخُ عَبْدُ الْقَادِرِ بْنُ أَحْمَدَ بْنِ مُصْطَفَى بْنِ عَبْدِ الرَّحِيمِ بْنِ مُحَمَّدِ بْنِ عَبْدِ الرَّحِيمِ بْنِ مُحَمَّدِ بْنِ بَدْرَانَ السَّعْدِيُّ(1) الدُّومِيُّ(2) الدِّمَشْقِيُّ(3) الْحَنْبَلِيُّ(4) السَّلَفِيُّ(5) الْأَثَرِيُّ(6) ويُعرف اختصارًا باسم ابْنِ بَدْرَان () (1280 – 29 ربيع الأول 1346هـ / 1864 – 25 سبتمبر 1927م) فقيه أصولي حنبلي، عارف بالأدب والتاريخ، بالإضافة لاجادة الشعر. يُعد من كبار أئمة الحنابلة المتأخرين.

## نسبه ونشأته

### نسبه
هو: «عبد القادر بن أحمد بن مُصطفى بن عبد الرَّحيم بن مُحمَّد بن عبد الرَّحيم بن مُحمَّد بن بَدْران السَّعْدي»، تُعَدُّ قبيلة بني سعد التي ينتسب لها ابن بدران إحدى كبار القبائل العربية في الجاهلية ورَضِعَ النبي منهم وتسلمته حليمة السعدية فقال: «اسْتُرْضِعْتُ فِي بَنِي سَعْدِ بْنِ بكر»، وعُرفت بالفصاحة.

### نشأته
وُلد ابن بدران في بلدة دوما في سوريا سنة 1280هـ/1864م، ونشأ ابن بدران بين أسرة علمية مُحبَّة للعلم الشرعي وبين فُقهاء الحنابلة في البلدة، فهذا والده أحمد بن مُصطفى أحد عُلماء بلدة دوما وجدُّه من ناحية الأم الشيخ مُصطفى بن حُسين كان أيضًا أحد عُلماء البلدة، تعلَّم ابن بدران القراءة والكتابة على يد الشيخ عدنان بن محمد عدس عندما أرسله والده إلى الكُتَّاب في جامع المسيد فكان عدنان بن محمد عدس أحد الكُتَّاب فيها.

## طلبه للعلم
ابتدأ طلب العلم في بلدته دوما على يد مشايخها، ابتداءً بجدِّه الشيخ مصطفى بدران، ثم على يد شيخه الشيخ محمد بن عثمان الحنبلي المشهور بخطيب دوما، ثم انتقل إلى دمشق، فطلب العلم على يد محدِّث الشَّام محمد بدر الدين الحسني، وتلقّى في هذه الدار كذلك عن شيخ الشام ورئيس علمائها المحدث سليم بن ياسين العطار، كما درس علوم اللغة العربية على يد طاهر الجزائري أحد كبار علماء الشام ومصلحيها.
ثم أكبَّ على الكتب ينهل من معينها في كلّ الفنون والعلوم، فبرَع في سائر العلوم العقليَّة والأدبيَّة والرياضيَّة، وتبحَّر في الفقه والنَّحو، بيد أنّه أولى عناية خاصّة لعلم أصول الفقه، فكان علَمًا من الأعلام، عُينَّ مُفتياً للحنابلة، ومُدرساً بالجامع الأموي. بدأ يُلقي دروساً منتظمَةً في جامِع دوما الكبير، وأصبح عضوا في شعبة المعارف، التي تشكلت سنة 1309 هـ لنشر العلم والثقافة والتربية، وشحذ همم الناس على تعليم أطفالهم وإرسالهم إلى الكتاتيب والمدارس. اشترك في عهد العثمانيين بتحرير جريدة المقتبس، وكتب في صحف دمشق كالمشكاة والشام والكائنات والرأي العام. في سنة 1329 هـ أنشأ مجلة موارد الحكمة. كان متبعًا للسلف، منكرًا على البدعة، آمرًا بالمعروف ناهيًا عن المنكر، حتى ابتلي من الحكام.

## طلابه
تتلمذ على يديه خلقٌ كثير، من أبرزهم:
- المؤرخ خير الدين الزركلي، صاحب كتاب الأعلام.
- محمد صالح العقاد الشافعي، الذي كان يقال عنه الشافعي الصغير.
- محمد أحمد دهمان.
- محمد سليم الجندي، من أعضاء المجمع العلمي في دمشق.
- فخري بن محمود البارودي، من رجال السياسة والأدب.

## مؤلفاته
بلغ عدد مؤلفاته 46 مؤلفًا، منها:

غلاف طبعة كتاب المدخل إلى مذهب الإمام أحمد بن حنبل لابن بدران صادرة عن إدارة الطباعة المنيرية بمصر سنة 1338هـ/1920م

- المدخل إلى مذهب الإمام أحمد بن حنبل.
- الرَّوض البسَّام في تراجم المفتين بدمشق الشَّام.
- شرح روضة الناظر لابن قُدامة.
- تعليق على لمعة الاعتقاد الهادي إلى سبيل الرشاد لابن قدامة.
- تهذيب تاريخ دمشق لابن عساكر «يقع في ثلاثة عشر مجلداً».
- تاريخ دوما منذ فجر الدولة العباسية حتى القرن الرابع عشر الهجري.
- الآثار الدمشقية والمعاهد العلمية.

## وفاته
ضعف بصر ابن بدران قبل الكهولة، وأصيب آخر حياته بمرض الفالج، وتوفي في ربيع الثاني عام 1346 هـ الموافق 1928م، ودفن في مقبرة الباب الصغير بدمشق.

## أقوال العُلماء فيه

### المؤيِّدون
- يصف العلَّامة عبد الرَّزاق بن حسن البيطار (ت 1335هـ) ابن بدران قائلًا: «الأديب الكامل، والأريب العالم العامل»[12]
- قال الأديب محبُّ الدِّين الخطيب (ت 1389هـ): «وهو من أفاضل العُلماء، تلقَّى العلم عن المشايخ مُدَّة خمس سنوات، ثُمَّ انصرف إلى تعليم نفسه بنفسه، فكان من أهل الصَّبر على التَّوسُّع في اكتساب المعارف من العُلُوم الشَّرعيَّة والأدبيَّة والعقليَّة والرِّياضيَّة»[13]
- قال الأُستاذ خير الدِّين الزِّرِكْلي (ت 1396هـ): «فقيهٌ، أصوليٌّ، حنبليٌّ، عارفٌ بالأدب والتَّاريخ، له شعرٌ..كان حسن المُحاضرة، كارهًا للمظاهر، قانعًا بالكفاف، لا يُعْنَى بملبسٍ أو بمأكلٍ، يصبغ لحيته بالحنَّاء، وربَّما ظهر أثر الصَّبغ أطراف عمامته، ضعف بصره قبل الكُهولة، وفُلج في أعوامه الأخيرة»[7]
- قال الإمام تقيُّ الدِّين الحصني: «وهو مُتضلِّعٌ من العُلُوم العصريَّة، والفُنُون الكثيرة، اشتُهر في الشِّعر والتَّاريخ…كان سلفي العقيدة، يحب التَّقشُّف، ويميل طبعُهُ إلى الانفراد عن النَّاس والبُعد عن الأمراء…وله اختصاصٌ في علم الآثار والكُتُب القديمة، ومعرفة أسماء الرِّجال ومؤلَّفاتهم من صدر الإسلام إلى اليوم»[13]
- نقل الفقيه الشَّاعر مُحمَّد بن سَعِيد الحنبلي أبياتٍ شعريةٍ لمعاصريه يرثون فيها على ابن بدران قائلين:[14]

### المعارضون
- يصف الشَّيخ مُحمَّد جميل الشَّطِّي (ت 1378هـ) ابن بدران قائلًا: «عالمٌ مُتطرِّفٌ»،[15] ويقول المُحقِّق نور الدين طالب في هذا النقد: «لا غرابةَ فيما قالَهُ الشَّطِّيُّ؛ لأنَّ بعضَ آلِ الشَّطِّيِّ وقفوا منِ ابنِ بدرانَ موقفَ الخصمِ؛ لِما كانَ يدعو إليهِ منَ الإصلاحِ والتَّجديدِ»[16]

## الهوامش
1: نسبةً إلى قبيلة بني سعد بن بكر بن هوازن.
2: نسبةً إلى مدينة دوما، حيث مكان مولده.
3: نسبةً إلى مدينة دِمَشْق، حيث مكان استقراره.
4: نسبةً إلى تمذهُبه بفقه الإمام المُبجَّل أحمد بن حنبل.
5: نسبةً إلى اتِّباعه منهج أهل السَّلَف.
6: نسبةً إلى اعتقاده بعقيدة أهل الأثر.

### فهرس المراجع
منشورات
عربيَّة
1. ↑  خير الدين الزركلي (2002)، الأعلام: قاموس تراجم لأشهر الرجال والنساء من العرب والمستعربين والمستشرقين (ط. 15)، بيروت: دار العلم للملايين، ج. 4، ص. 37، OCLC:1127653771، QID:Q113504685
2. 1 2  فيليب دي طرازي (1913)، تاريخ الصحافة العربية: يحتوي على جميع فهارس الجرائد والمجلات العربية في الخافقين مذ تكوين الصحافة العربية الى نهاية عام ١٩٢٩، بيروت: المطبعة الأدبية، المطبعة الأمريكية، OCLC:63514546، QID:Q107011779
3. 1 2   https://projectjaraid.github.io. {{استشهاد ويب}}: |url= بحاجة لعنوان (مساعدة) والوسيط |title= غير موجود أو فارغ (من ويكي بيانات) (مساعدة)
4. 1 2  العجمي (1996)، ص. 7.
5. ↑  ابن كثير (1988)، ج. 2، ص. 335.
6. ↑  الثعالبي، ص. 28.
7. 1 2  الزركلي (2002)، ج. 4، ص. 37.
8. 1 2 3 4 5 6 7  العجمي (1996)، ص. 8.
9. ↑  العجمي (1996)، ص. 9.
10. ↑  عبد القادر بن بدران الدُّومي هيئة الشام الإسلامية. وصل لهذا المسار في 26 مارس 2016 نسخة محفوظة 14 أغسطس 2015 على موقع واي باك مشين.
11. ↑  ابن بدران المكتبة الشاملة. وصل لهذا المسار في 26 مارس 2016 نسخة محفوظة 29 يوليو 2017 على موقع واي باك مشين.
12. ↑  ابن بدران (2007)، ص. 31.
13. 1 2  ابن بدران (2007)، ص. 32.
14. ↑  ابن بدران (1920)، ص. ج.
15. ↑  الشطي (1994)، ص. 432.
16. ↑  ابن بدران (2007)، ص. 33.

### بيانات المراجع (مُرتَّبة حسب تاريخ النَّشر)
الكُتُب
العربيَّة
- أبو منصور الثعالبي (د.ت.)، ثمار القُلُوب في المضاف والمنسوب، تحقيق: محمد أبو الفضل إبراهيم (ط. مجهول)، القاهرة: دار المعارف، OCLC:929578077، QID:Q127766293 {{استشهاد}}: تحقق من التاريخ في: |publication-date= (مساعدة)
- ابن بدران (1920)، المدخل إلى مذهب الإمام أحمد بن حنبل (ط. مجهول)، القاهرة: إدارة الطباعة المنيرية، OCLC:843856089، QID:Q128619074{{استشهاد}}:  صيانة الاستشهاد: ref duplicates default (link)
- ابن كثير الدمشقي (1988)، البداية والنهاية، تحقيق: علي شيري (ط. 1)، بيروت: دار إحياء التراث العربي، OCLC:4771091995، QID:Q118094376
- محمد جميل الشطي (1994)، أعيان دمشق في القرن الثالث عشر ونصف القرن الرابع عشر (ط. 1)، دمشق: دار البشائر، LCCN:94964699، OCLC:38216294، OL:23564031M، QID:Q128198159
- محمد بن ناصر العجمي (1996)، علَّامة الشَّام عبد القادر بن بدران الدِّمشقي: حياته وآثاره (ط. 1)، بيروت: دار البشائر الإسلامية، OCLC:37173139، OL:17575061M، QID:Q127513059
- خير الدين الزركلي (2002)، الأعلام: قاموس تراجم لأشهر الرجال والنساء من العرب والمستعربين والمستشرقين (ط. 15)، بيروت: دار العلم للملايين، OCLC:1127653771، QID:Q113504685
- ابن بدران (2007)، ديوان الإمام عبد القادر بن بدران: المسمى بـ تسلية اللَّبيب عن ذكرى حبيب، تحقيق: نور الدين طالب الدومي (ط. 1)، دمشق: دار النوادر، OCLC:4770456291، QID:Q128192541{{استشهاد}}:  صيانة الاستشهاد: ref duplicates default (link)

## وصلات خارجية
- نور الدين قلالة. "ابن بدران..علامة الشام المحقق المفسر". إسلام أون لاين. مؤرشف من الأصل في 2024-07-26.
- "عاش غريباً ومات غريباً... عبد القادر بن بدران الدُّومي". هيئة الشام الإسلامية. 8 جمادى الآخرة 1440هـ – 13 فبراير 2019م. مؤرشف من الأصل في 2024-07-27. {{استشهاد ويب}}: تحقق من التاريخ في: |تاريخ= (مساعدة)